# Nikyō
Mit Nikyō (jap. 二教, von: 二 ni, deutsch ‚zwei‘ und 教 kyō, deutsch ‚unterrichten‘) werden in japanischen Kampfkünsten verschiedene Techniken bezeichnet.
Im Aikidō wird mit Nikyō die Haltetechnik (Osae waza) des Armdreh-Griffs, bzw. japanisch Kote mawashi (von 小手 kote, deutsch ‚Handschuh‘ und 回して mawashite, deutsch ‚drehen‘), bezeichnet, bei der das stark gebeugte Handgelenk verdreht wird.

## Namensgebung
Im Japanischen bezeichnet die erste Silbe ni „den zweiten in einer Rangfolge“. Kyō bezeichnet in den Kampfkünsten „technisches Prinzip, Anwendung“. Somit ist Nikyō die zweite Technik in einer Reihenfolge.

## Herkunft der Bewegung
Im Aikidō wurden die Techniken von der Handhabung des japanischen Schwertes, des Katana abgeleitet. Das Schwert wird auf der linken Seite am Gürtel getragen und mit der rechten Hand gezogen. Nach dem Ziehen des Schwerts greift die linke Hand das Griffende und meist wird das Schwert bis zum Ende einer Technik mit beiden Händen geführt. Wie alle Aikido-Techniken wird Nikyō jedoch beidseitig geübt.
Die Technik Nikyō wird dann angewendet, wenn das Ziehen des Schwerts (vgl. Ikkyō) nicht sogleich zum Erfolg geführt hat oder durch den Angreifer rechtzeitig verhindert wurde. Besonders deutlich wird dieser Aspekt bei der Ausführung ai-hanmi (überkreuz) katate-dori (片手 katate, deutsch ‚eine Hand‘, 片手取り katate, deutsch ‚eine Hand‘, Griff an ein Handgelenk) ura-waza (hinter dem Angreifer hergehend), s. im Abschnitt unten.

## Einleiten der Bewegung
Wie Ikkyō wird die Technik am einfachsten in der ai-hanmi Stellung zum Partner ausgeführt, bei der die rechten bzw. linken Seiten der Partner sich begegnen und die Bewegung leiten. Bei einem Angriff in gyaku-hanmi Stellung wird dies zunächst durch einen hanmi-Wechsel in eine Ai-hanmi Stellung überführt. Dabei ist es unerheblich welche Hand von Uke tatsächlich gehalten wird. Die beiden rechten oder linken Hände halten jedenfalls den Kontakt miteinander.

## Ausführung

### omote-waza
Aus Jōdan (der hohen Handposition) und Griffen (dori) in Chudan (der mittleren Handposition) wird die Bewegung am einfachsten omote-waza (vor dem Angreifer hergehend) ähnlich zur Technik Ikkyō geübt.
In der hohen Handposition beschreibt für die omote-waza Variante Toris Arm mit der Kontaktstelle ans Ukes Handgelenk zunächst cone einem Schritt begleitet eine kreisförmige Bewegung auf Uke zu, wie bei Ikkyō. Dadurch rotiert Ukes Körper weg von Tori und der kann Ukes Arm mit dem Oberschenkel des inneren (nun vorderen) Beins vor sich fixieren, wobei Toris äußere Hand auf/vor Ukes Hand und Toris innere Hand auf Ukes Ellenbogen liegt. Abweichend zu Ikkyō beschreibt die äußere (führende) Hand nun in gebeugter Position einen Kreisbogen um Ukes Handgelenk. Dabei geht die Daumenseite voran und die Handfläche zeigt nach außen. Zum Abschluss dieses Kreisbogens wird die Hand leicht überstreckt, so dass Toris Hand Daumen an Daumen parallel auf Ukes Hand legt und sie beugt. Dies Verhebelung des Handgelenks nutzt Tori, um über Ellenbogen und Schulter den Uke, wie bei Ikkyō, zum Boden zu führen. Im Unterschied zu Ikkyō, bei dessen Ausführung die Streckung von Ukes Arms im Vordergrund steht, ist bei Nikyō die Führung von Ukes Bewegung über die Verbindung des gebeugten Handgelenks zum Körper wichtig.

### ura-waza
Befinden sich die Hände in Gedan (der unteren Handposition, unterhalb der Hüfthöhe), wird die Bewegung am einfachsten ura-waza geübt. Das kann bspw. nach einem Schlag mit ausgeprägter Abwärtskomponente, wie shomen-uchi, sein, wenn Tori dem Schlag zunächst ausgewichen ist und Uke in eine Gedan-Position gebracht hat. Dabei erfolgt typischerweise, bspw. durch eine Tenkan-Bewegung oder die erste Hälfte eines Tai-Sabaki, ein hanmi-Wechsel, so dass die Ausführung der eigentliche Technik aus einer Fußstellung in gyaku-hanmi erfolgt, wobei jedoch die führenden Hände beibehalten werden.
Aus dieser nutzt Tori die aufrichtende Bewegung Ukes, um die angreifende Hand gebeugt und in starker Innenrotation des Arms an seine vordere Schulter zu führen. Dazu beschreibt, noch bevor Uke sich aufrichtet, Toris Hand einen Kreisbogen über Ukes Handgelenk, zu Beginn rotiert der Unterarm  nach innen, bis der Daumen nach unten und die Handfläche nach außen zeigt und Ukes Unterarm zwischen Daumen und Zeigefinger liegt Anschließend führt Tori seien Ellenbogen nach außen und seine Hand nach innen, so dass die Hände in der für Nikyō typische Handposition Daumen an Daumen übereinander liegen. Dann lässt Tori zu, dass Uke sich aufrichtet und führt Ukes Hand an seine vordere Schulter. Am Ende der Bewegung ist der Arm soweit rotiert, dass Ukes Finger nach oben zeigen und Tori kann Uke kontrollieren, indem er mit seiner Schulter Druck auf das Handgelenk ausübt. Tori und Uke stehen in gyaku-hanmi Stellung, bei der Tori mit seiner hinteren Hand Ukes Hand in der für Nikyō typischen Haltung an seiner vorderen Schulter fixiert.
Anschließend übernimmt der nun vordere Arm die Führung der Bewegung: nach einem Atemi seitlich in Richtung Ukes Kopf, liegen beide Arme nahezu übereinander und Tori übernimmt Ukes an der Schulter liegenden Arm durch eine Beugung des Ellenbogens, so dass Toris Hand am Ende Ukes Unterarm von vorn umfasst. Nun beugt Tori Ukes Unterarm so, dass Ukes Ellenbogen sich in Richtung von Toris Zentrum bewegt. Aufgrund des Hebels der gebeugten stark innenrotierten Hand ist es für Uke am günstigsten, der Bewegung in Richtung von Toris Zentrum zu folgen und am Ende vor Tori zu knien. Dadurch nimmt er die starke Innenrotation des Arms zurück und entlastet so den Handhebel.
Nun folgt die eigentliche Technik Nikyō ura-waza: Sobald Uke spürt, dass Tori ihm Raum lässt, versucht er, in Vorwärtsrichtung aufzustehen und Tori führt seine Hand so in einem Bogen hinter Uke, so dass der Arm wieder weiter nach innen rotiert und Ukes Ellenbogen immer unterhalb der Hand bleibt. Dadurch kommt Ukes Schulter zu Boden und Tori kann zur abschließenden Fixierung übergehen.

#### ura-waza (kurze Variante)
Eine besonders schlüssige Variante von ai-hanmi katate-dori Nikkyo ura-waza entsteht bei folgendem Bewegungsablauf: Tori will seine rechte Hand zum Schwert nehmen, um es zu ziehen. Uke versucht das zu verhindern, indem er Toris Handgelenk mit seiner rechten Hand von der Kleinfingerseite her greift (ai-hanmi katate-dori). Uke verändert nun seine Position so, dass er den kleine Finger seiner rechten Hand and Ukes Handgelenkknöcheln vorbei oben entlang um Ukes Arm winden und dabei Ukes Unterarm mit der Kleinfingerseite in Richtung Hand greifen kann. Auf die Schwertkampftradition übertragen kann man sich vorstellen, dass Tori trotz des Griffs sein Schwert greift und es versucht so zu ziehen, dass er Ukes Zentrum von außen hinten schneidet. Damit Uke seinen Griff nicht löst, legt Tori seine freie linke Hand auf Ukes Finger und fixiert so Ukes Griff. Ohne Schwert greift Tori nun Ukes Unterarm und führt Ukes Ellenbogen in Richtung von Toris Zentrum, so dass Uke wie oben beschrieben unterhalb von Toris Mitte auf die Knie geht.
Dann kann Tori die Bewegung wie oben beschrieben fortsetzen.

## Abschluss der Technik mittels Immobilisation
Alle Varianten von Nikyō werden üblicherweise in eine Immobilisation überführt.
Die omote-waza Varianten werden dabei meist mit einem Haltegriff ähnlich zum Ikkyō abgeschlossen, bei dem der Arm des liegenden Uke oberhalb der Schulterachse gestreckt abgelegt und mit der Ellenbeuge nach unten am Ellenbogen fixiert wird, während Tori mit dem Uke nahen Knie in der Achsel des Tori kniet und mit dem anderen Knie den Winkel des abgelegten Arms zur Schulterachse fixiert. Als Erweiterung der bei Ikkyō geübten Form bietet sich hier an auszunutzen, dass Toris Hand bereits Daumen an Daumen auf Ukes Hand liegt. Dadurch kann eine weitere Einwärtsdrehung des Arms am gebeugten Handgelenk erfolgen, wodurch die Immobilisation verstärkt wird.
Die ura-waza Varianten werden meist mit dem gleichen Haltegriff wie bei Kote gaeshi abgeschlossen. Dabei wird der vorwärts rotierte Arm des liegenden Uke mit der führenden (gleichen) Hand in Toris entgegengesetzte Ellenbeuge gelegt und die stark einwärtsrotierte Hand durch Beugen des Ellenbogens an Toris Brust fixiert. Die vormals führende Hand beugt durch Anlegen in Ukes Ellenbeuge dessen Ellenbogen. Tori kniet dabei beiderseits von Ukes Schulter und fixiert ihn, indem er durch eine Rotation des Körpers eine maximale Vorwärtsrotation von Ukes Arm erzielt wird.